# Marengo (Málaga)
Marengo es la denominación tradicional que se le da en el litoral andaluz (Huelva, Cádiz, Málaga, Granada y Almería) a las personas relacionadas con la pesca y otros oficios del mar. Entre estos tradicionales trabajadores del mar podemos encontrar al cenachero.

## El marengo en el arte
Una escultura erigida en 1996 por Elena Laverón representa a este oficio. La obra se ubica en la rotonda en la intersección entre el Paseo Marítimo de Antonio Machado y la Calle Tomás de Echevarría del barrio de Huelin del distrito Carretera de Cádiz y frente a la playa de Huelin de la ciudad andaluza de Málaga, España.
Está construida en bronce en 1963 y tiene unas medidas de 500 x 300 x 200 cm. Representa a una persona que tira de una cuerda desde el mar hacia el interior en el arte de la pesca con jábega.